# ابیسار
ابیسار (به لاتین: Abissaare) یک روستا در استونی است که در دهستان والگیاروه واقع شده‌است.